# FK Bečej
Der OFK Bečej 1918 (serbisch-kyrillisch Омладински фудбалски клуб Бечеј 1918) ist ein serbischer Fußballverein aus Bečej.

## Geschichte
Der Verein, 1918 gegründet, spielte in der ersten Liga der jugoslawischen Bundesrepublik von 1992 bis 1997. In der Saison 1995/96 erreichte man durch einen 4. Platz die Teilnahme am UEFA-Cup. Nach Platz 11 im Jahr 1997 erfolgte der Abstieg in die 2. Liga, in der man sich bis 2004 hielt. Danach folgten weitere Abstiege, bis hin zur Regionalliga. Von der Saison 2014/15 ging es innerhalb von vier Jahren von der Regionalliga bis in die zweite Liga.

## Namensänderungen
- 1918 – FK Bečej
- 2006 – FK Bečej Old Gold[2]
- 2009 – FK Bečej
- 2012 – OFK Bečej 1918

## Europapokalbilanz
| Saison  | Wettbewerb         | Runde                  | Gegner                | Gesamt | Hin     | Rück    |
| ------- | ------------------ | ---------------------- | --------------------- | ------ | ------- | ------- |
| 1995    | UEFA Intertoto Cup | Gruppenphase           | Farul Constanța       | 1:2    | 1:2 (H) |         |
| 1995    | UEFA Intertoto Cup | Gruppenphase           | Dnjapro Mahiljou      | 1:2    | 1:2 (A) |         |
| 1995    | UEFA Intertoto Cup | Gruppenphase           | Pogoń Stettin         | 2:1    | 2:1 (H) |         |
| 1995    | UEFA Intertoto Cup | Gruppenphase           | AS Cannes             | 0:1    | 0:1 (A) |         |
| 1996/97 | UEFA-Pokal         | 1. Qualifikationsrunde | NK Mura Murska Sobota | 0:2    | 0:0 (H) | 0:2 (A) |

Gesamtbilanz: 6 Spiele, 1 Sieg, 1 Unentschieden, 4 Niederlagen, 4:8 Tore (Tordifferenz −4)